# Diomede Nhỏ
Đảo Diomede Nhỏ (tiếng Anh: Little Diomede Island) hoặc “Đảo hôm qua” (tiếng Anh: Yesterday Isle, tiếng Inupiaq: Iŋaliq), trước đây được biết với cái tên là Đảo Krusenstern (tiếng Nga: Остров Крузенштерна, Ostrov Kruzenshterna) là một hòn đảo nằm ở Alaska, Hoa Kỳ. Nó là hòn đảo nhỏ hơn trong số hai đảo ở quần đảo Diomede nằm ở giữa eo biển Bering, giữa lục địa Alaska và Siberia.
Đảo lân cận của Diomede Nhỏ, Diomede Lớn, cách khoảng 2,33 dặm (3,75 kilômét) về phía tây, nhưng Diomede Lớn là một phần của Nga và nằm ở phía tây của đường đổi ngày quốc tế. Không giống như Diomede Lớn, Diomede Nhỏ vẫn giữ được dân số bản địa lâu dài. Tính đến năm 2022, Diomede Nhỏ có dân số 77 người, giảm so với mức cao nhất được ghi nhận là 178 người vào năm 1990. Toàn bộ hòn đảo thuộc thành phố Diomede (cũng được đặt tên là Iŋaliq). Hòn đảo này là không phải là một phần của bất kỳ quận có tổ chức nào, vì vậy một số dịch vụ được cung cấp trực tiếp bởi nhà nước. Đối với mục đích điều tra dân số, nó được bao gồm trong Nome Census Area.
Trong Chiến tranh Lạnh, phần biên giới giữa Hoa Kỳ và Liên Xô ngăn cách đảo Diomede Lớn và Diomede Nhỏ được gọi là "Bức màn băng". Tuy nhiên, vào tháng 8 năm 1987, Lynne Cox đã bơi từ Diomede Nhỏ đến Diomede Lớn (xấp xỉ 2,2 dặm (3,5 km)) và đã được chúc mừng bởi Mikhail Gorbachev và Ronald Reagan.